# Gelis mitis
Gelis mitis là một loài tò vò trong họ Ichneumonidae.